# Wärtsilä-Sulzer RTA96-C
El Wärtsilä RT-flex96C es un motor diésel marino de dos tiempos con turbocompresor, considerado hoy día como el motor alternativo más grande del mundo, diseñado para grandes buques portacontenedores, alimentado por fuel-oil pesado. Tiene 13,5 m de alto, 27 m de largo, pesa más de 2300 Tm en su versión más grande de 14 cilindros desarrollando más de 80 MW (109 000 hp). Entró en funcionamiento en septiembre de 2006 a bordo del Emma Mærsk. El diseño está basado en el motor RTA-96C, más antiguo, pero con la revolucionaria tecnología de Conducto Común (Common rail) de inyección de combustible, junto con el tradicional árbol de levas, cadena de distribución, bomba de combustible y actuadores hidráulicos. El resultado es un mejor rendimiento a bajas RPM, menor consumo de combustible y menores emisiones contaminantes. En el 2008, la potencia de la versión de 14 cilindros fue incrementada a 84,42 MW (114 800 hp).
El motor emplea cruceta con rodamientos. Una de las razones por la que los grandes motores diésel de dos tiempos usan este sistema se debe a que la lubricación en el área de combustión es separada de la lubricación del cigüeñal, lo que lo mantiene limpio de los productos de la combustión. La parte superior es lubricada con una inyección continua de lubricante consumible formulado para soportar altas temperaturas. Otra razón es que el vástago de pistón se mantiene siempre vertical permitiendo un mejor sellado del pistón. Cuando el pistón desciende, se utiliza para comprimir el aire entrante para los cilindros contiguos, lo que también sirve para amortiguar el pistón cuando llega al PMI, y reducir la carga en los cojinetes.

## Datos Técnicos (al 2008)
| Configuración                                                | Diésel turbo, dos tiempos, 6 a 14 cilindros en línea                                        |
| Diámetro del cilindro                                        | 960 mm                                                                                      |
| Recorrido del pistón                                         | 2500 mm                                                                                     |
| Cilindrada                                                   | 1820 litros por cilindro                                                                    |
| Velocidad                                                    | 92-102 rpm                                                                                  |
| Presión efectiva                                             | 1,96 MPa a máxima carga, 1,37 MPa a máxima eficiencia (85 % de la carga)                    |
| Velocidad del pistón                                         | 8,5 m/s                                                                                     |
| Consumo específico                                           | 171 g/(kW·h) (126 g/(hp·h)) a carga máxima; 163 g/(kW·h) (120 g/(hp·h)) a máxima eficiencia |
| Potencia                                                     | hasta 6030 kW por cilindro, 36 180 a 84 420 kW (49 200 to 114 800 hp) total                 |
| Densidad de potencia                                         | 29,6 a 34,8 kW por tonelada, 2301 Tm la versión de 14 cilindros                             |
| Cantidad de combustible inyectado en cada cilindro por ciclo | ~160 g a plena carga                                                                        |

## Eficiencia
La eficiencia del consumo específico de combustible del RTA96 es 5 % menor que el mejor motor de pistón. El mínimo de 163 g/kWh se traduce en 3,6 MJ/kWh / 0,163 kg/kWh=22,1 MJ/kg de trabajo a partir de energía química. Con 42,7 MJ por kg de combustible, la eficiencia es 22,1 MJ/kg / (42,7 MJ/kg) = 51,7 %. El Man S80ME-C7 es substancialmente mejor que esto, con 155 g/kWh.

## Fuente
- Esta obra contiene una traducción  derivada de «Wärtsilä-Sulzer RTA96-C» de Wikipedia en inglés, publicada por sus editores bajo la Licencia de documentación libre de GNU y la Licencia Creative Commons Atribución-CompartirIgual 4.0 Internacional.

- Datos: Q1625442